# Halitholus cirratus
Halitholus cirratus är en nässeldjursart som beskrevs av Gustav Hartlaub 1913. Halitholus cirratus ingår i släktet Halitholus och familjen Pandeidae. Inga underarter finns listade i Catalogue of Life.